# Betty Heukels
Elisabeth Anna Heukels, soprannominata Betty (Rotterdam, 25 febbraio 1942) è un'ex nuotatrice olandese.

## Carriera
Fortemente specializzata nei misti, vinse la medaglia d'oro ai campionati europei del 1966, sulla distanza dei 400 metri.

## Palmarès
- Europei

Utrecht 1966: oro nei 400m misti.